# Feng Tianwei
Feng Tianwei (xinès: 冯天薇; pinyin: Féng Tiānwēi) (Harbin, República Popular de la Xina 1986) és una jugadora de tennis de taula de Singapur, guanyadora de tres medalles olímpiques.

## Biografia
Va néixer el 31 d'agost de 1986 a la ciutat de Harbin, població situada a la província de Heilongjiang (República Popular de la Xina). Obtingué la nacionalitat singapuresa el gener de 2008.

## Carrera esportiva
Va participar, als 21 anys, en els Jocs Olímpics d'Estiu de 2008 realitzats a Pequín (Xina), on va aconseguir guanyar la medalla de plata en la competició femenina per equips al costat de Li Jiawei i Wang Yuegu, així com finalitzar cinquena en la competició individual femenina. En els Jocs Olímpics d'Estiu de 2012 celebrats a Londres (Regne Unit) aconseguí guanyar la medalla de bronze tant en la competició individual femenina com en la competició per equips.
Al llarg de la seva carrera ha guanyat tres medalles al Campionat del Món de tennis de taula, entre elles una medalla d'or; una medalla de plata als Jocs Asiàtics; i quatre medalles als Jocs de la Commonwealth, entre elles dues d'or.